# Сидальцея
Сидальцея (лат. Sidalcea; от Sida — сида и Alcea — штокроза) — род растений семейства Мальвовые (Malvaceae), распространённый на западе Северной Америки.

## Ботаническое описание
Однолетние или многолетние травянистые растения, или полукустарники. Корень стержневой. Стебли прямостоячие или восходящие. Листья от яйцевидных до округлых или почковидных, цельные или пальчато-лопастные (пальчато-рассечённые), край городчатый или зубчатый; прилистники от линейных или ланцетных до яйцевидных.
Цветки обоеполые или однополые, обычно собраны в верхушечные, колосовидные, головчатые или кистевидные соцветия; реже цветки пазушные, одиночные. Чашечка часто несколько сросшаяся, не вздутая, доли яйцевидные или треугольные. Венчик чашеобразный или воронкообразный, от бледно-розового до тёмно-розового или пурпурный, иногда белый. Плоды — прямые, сплюснуто-дисковидные схизокарпии; мерикарпиев (4) 5—10, коричневые, одногнёздные, невскрывающиеся, остроконечные. Семена по 1 на мерикарпий, голые. x=10.

## Виды
Род включает 29 видов:
- Sidalcea asprella Greene
- Sidalcea calycosa M.E.Jones
- Sidalcea campestris Greene
- Sidalcea candida A.Gray — Сидальцея белоснежная
- Sidalcea celata (Jeps.) S.R.Hill
- Sidalcea covillei Greene
- Sidalcea cusickii Piper
- Sidalcea diploscypha (Torr. & A.Gray) A.Gray ex Benth. typus[1]
- Sidalcea gigantea G.Clifton, R.E.Buck & S.R.Hill
- Sidalcea glaucescens Greene
- Sidalcea hartwegii A.Gray ex Benth.
- Sidalcea hendersonii S.Watson
- Sidalcea hickmanii Greene
- Sidalcea hirsuta A.Gray
- Sidalcea hirtipes C.L.Hitchc.
- Sidalcea keckii Wiggins
- Sidalcea malachroides (Hook. & Arn.) A.Gray
- Sidalcea malviflora (DC.) A.Gray — Сидальцея мальвоцветковая
- Sidalcea multifida Greene
- Sidalcea nelsoniana Piper
- Sidalcea neomexicana A.Gray — Сидальцея новомексиканская
- Sidalcea oregana (Nutt.) A.Gray — Сидальцея орегонская
- Sidalcea pedata A.Gray
- Sidalcea ranunculacea Greene
- Sidalcea reptans Greene
- Sidalcea robusta A.Heller
- Sidalcea setosa C.L.Hitchc.
- Sidalcea sparsifolia (C.L.Hitchc.) S.R.Hill
- Sidalcea stipularis J.T.Howell & G.H.True